# NIT
NIT (или nit) — молдавский телеканал. Основан в 1997 году. До этого ретрансировал «TVCi». Генеральный директор — Адела Рэйляну.

## Владельцы
С 2006 года основным акционером NIT стала зарегистрированная на Британских Виргинских островах офшорная компания Advac Associates Ltd.. Компания приобрела 89,97 % акций совместного предприятия «Noile Idei Televizate» (NIT) у другой офшорной компании с тех же самых островов, World Group Assets Ltd. Всего Advac Associates Ltd принадлежит 94,15 % акций NIT. 5,83 % акций телеканала принадлежат Сергею Дроботу и 0,02 % — компании «Новость». По слухам телеканал NIT принадлежит сыну президента Молдавии Владимира Воронина, но доказать это затруднительно, поскольку информация об офшорном владельце NIT засекречена.

## Вещание
В ноябре 2004 года NIT получил от Координационного совета по телевидению и радио Молдовы шесть телевизионных частот. Позднее канал получил ещё четыре частоты, в результате чего NIT получил общенациональное покрытие. Перед тем, как Координационный совет по телевидению и радио Молдовы выделил NIT частоты, государственное предприятие «Radiocomunicatii» построило новую общенациональную сеть ретрансляторов, которые были проданы NIT как «активы, неиспользуемые в технологическом процессе». С года основания радиус вещания телеканала составлял 70 км. В 2005 году телеканал обеспечил распространение своего сигнала практически по всей территории Молдовы.
NIT получил в аренду от правительства офис площадью около 3700 кв. м. Для размещения телекомпании из находящегося на балансе канцелярии правительства здания был выселен Департамент статистики Молдавии.

## Телепрограммы
В концепцию вещания телеканала входит производство информационных, аналитических и развлекательных программ. Также показываются российские и зарубежные фильмы и сериалы. В 2008—2009 годах канал показывал российские и зарубежные фильмы спустя небольшое время после их премьеры на большом экране.
В 2009 году специально для экс-президента Владимира Воронина на телеканале создана передача «Беседы с президентом». В последнее время для участия в этой передаче регулярно приглашался российский журналист и телеведущий Владимир Соловьёв.

## Скандал с арендой
В 2009 году правительство Молдовы известило телеканал NIT о том, что договор об аренде помещений, занимаемых телеканалом, не будет продлён с начала следующего года. Такое решение было принято после того, как активист Либерально-демократической партии Молдовы, директор радиостанции «Вочя Басарабией» Вячеслав Цыбуляк в конце прошлой недели, в ходе съезда ЛДПМ выступил с заявлением, в котором, в частности, выразил своё несогласие с вещательной политикой телеканала NIT.

## Обвинения в ангажированности
В сентябре 2010 года в суд кишинёвского сектора Центр был направлен иск от имени исполняющего обязанности президента Республики Молдова Михая Гимпу, Дорина Киртоакэ и Либеральной партии Молдавии против лидера Партии коммунистов Республики Молдова Владимира Воронина, бывшего генерального прокурора Валерия Гурбули, бывшего главы СИБа Артура Решетникова и телеканала NIT. Телеканал в частности обвиняется в том, что после событий, происшедших в апреле 2009 года, телеканал выпустил в эфир документальный фильм «Атака на Молдову», в котором Либеральная партия Республики Молдова обвинялась в организации погромов и попытке государственного переворота.

## Закрытие
5 апреля 2012 года телеканал NIT решением Координационного совета по телевидению и радиовещанию лишился лицензии на вещание из-за отсутствия плюрализма мнений и нарушения Кодекса об аудиовизуале в освещении событий. Телеканал намерен оспорить решение в суде, однако за пару дней до начала следствия, госпредприятие «RADIOCOMUNICAŢII» приняло решение временно приостановить вещание телеканала NIT с 6 апреля 2012 года.. 10 мая 2012 г., Высшая судебная палата Республики Молдова отклонила апелляцию телеканала NIT.